# Микро пракса
Микропракса је појам који социјални радници користе за идентификацију активности како би се решили проблеми са којима се суочавају појединци, породице и мале групе. Обично се микропракса фокусира на директне интервенције на основу појединачног случаја, или на клиничко окружење.